# 香港復古遊戲展覽
香港復古遊戲展覽（英語：RETRO.HK Gaming Expo），由「香港遊戲協會」HKGA主辦，於2015年香港首辦。

## 歷史
胡耀東（Dixon）是「香港復古遊戲展覽」的主辦團隊的創辦人之一。主辦團隊自2015年首次舉辦展覽以來，每年均舉辦一場大型的免費復古遊戲活動。胡耀東認為香港電影有「香港電影資料館」和香港漫畫有「香港漫畫星光大道」，電子遊戲也需要文化保育。透過展覽媒介載體，主辦團隊聚集到參加者，將電玩文化和集體回憶傳播給公眾和年青人。及後主辦團隊於2017正式成立非牟利團體「香港遊戲協會」HKGA，向公眾教育電子遊戲文化保育。
由於1970年代至1990年代的電子遊戲機輸出的畫面只有240P或者480i的解析度，液晶與CRT顯示器的成像原理不同，導致在「輸入延遲」與畫面上有著很大的差異，液晶電視螢幕需要時間去解碼以及缩放等影像處理，這有可能會造成上百毫秒的延遲，故此展覽會仍會展示停產的CRT顯示器，以還原電子遊戲機歷史。
2018年，主辦團隊於澳門舉辦「澳門復古遊戲展覽RETRO MACAU Game Expo」。
| 年份日期 | 地點                                              | 備註                                                             |  |
| -------- | ------------------------------------------------- | ---------------------------------------------------------------- |  |
| 2015年   | 中環 HMV Central                                  |                                                                  |  |
| 2016年   | 香港理工大學賽馬會創新樓                          |                                                                  |  |
| 2017年   | 數碼港商場L2全天候廣場                            |                                                                  |  |
| 2018年   | 香港城市大學邵逸夫創意媒體中心                    |                                                                  |  |
| 2019年   |                                                   |                                                                  |  |
| 2020年   | -                                                 | (疫情停辦)                                                       |  |
| 2021年   | 荔枝角D2 Place 二期地下The Garage                 |                                                                  |  |
| 2022年   | 香港恒生大學袁炳濤校園D座利國偉教學大樓二樓演藝廳 | 主題：「從復古到元宇宙遊戲：亞洲文化想像與創意產業的今昔與未來」 |  |
| 2023年   |                                                   |                                                                  |  |
| 2024年   | 北角慧翠道10號，香港樹仁大學顧華費肇芬伉儷樓地下  | 主題：「超越遊戲 - 從遊戲到電競之可持續發展」                    |  |

## 主辦單位
- 「香港遊戲協會」HKGA

## 另見條目
- 香港街機文化
- 香港電子競技
- 遊戲機中心
- 電子遊戲歷史
- 中国大陆游戏机历史#街機
- 遊戲經典（英语：Game canon）

## 其他香港流行文化活動
- 香港書展
- 香港動漫電玩節
- 香港流行文化節
- 香港電影資料館
- 香港漫畫星光大道
- 香港城市大學秋祭
- 螢之祭
- 香港玩具·扭蛋SHOW

## 官方網站
- 官方網站 （页面存档备份，存于）
- 香港復古遊戲展覽的Facebook專頁